# Crinia tasmaniensis
Crinia tasmaniensis är en groddjursart som först beskrevs av Günther 1864.  Crinia tasmaniensis ingår i släktet Crinia och familjen Myobatrachidae. IUCN kategoriserar arten globalt som livskraftig. Inga underarter finns listade i Catalogue of Life.